# Liste der Monuments historiques in Savigny-en-Septaine
Die Liste der Monuments historiques in Savigny-en-Septaine führt die Monuments historiques in der französischen Gemeinde Savigny-en-Septaine auf.

## Liste der Objekte
| Bezeichnung               | Beschreibung                              | Standort                        | Kennzeichnung | Schutzstatus | Datum | Bild |
| ------------------------- | ----------------------------------------- | ------------------------------- | ------------- | ------------ | ----- | ---- |
| Kreuz                     | Silber, 16. Jahrhundert                   | in der Kirche St-Etienne (Lage) | PM18000397    | Classé       | 1891  |      |
| Skulptur Madonna mit Kind | Stein, polychrom gefasst, 16. Jahrhundert | in der Kirche St-Etienne (Lage) | PM18000398    | Classé       | 1936  |      |
| Skulptur Madonna mit Kind | Stein, 16. Jahrhundert                    | in der Kirche St-Etienne (Lage) | PM18000399    | Classé       | 1936  |      |